# Прайм-тайм

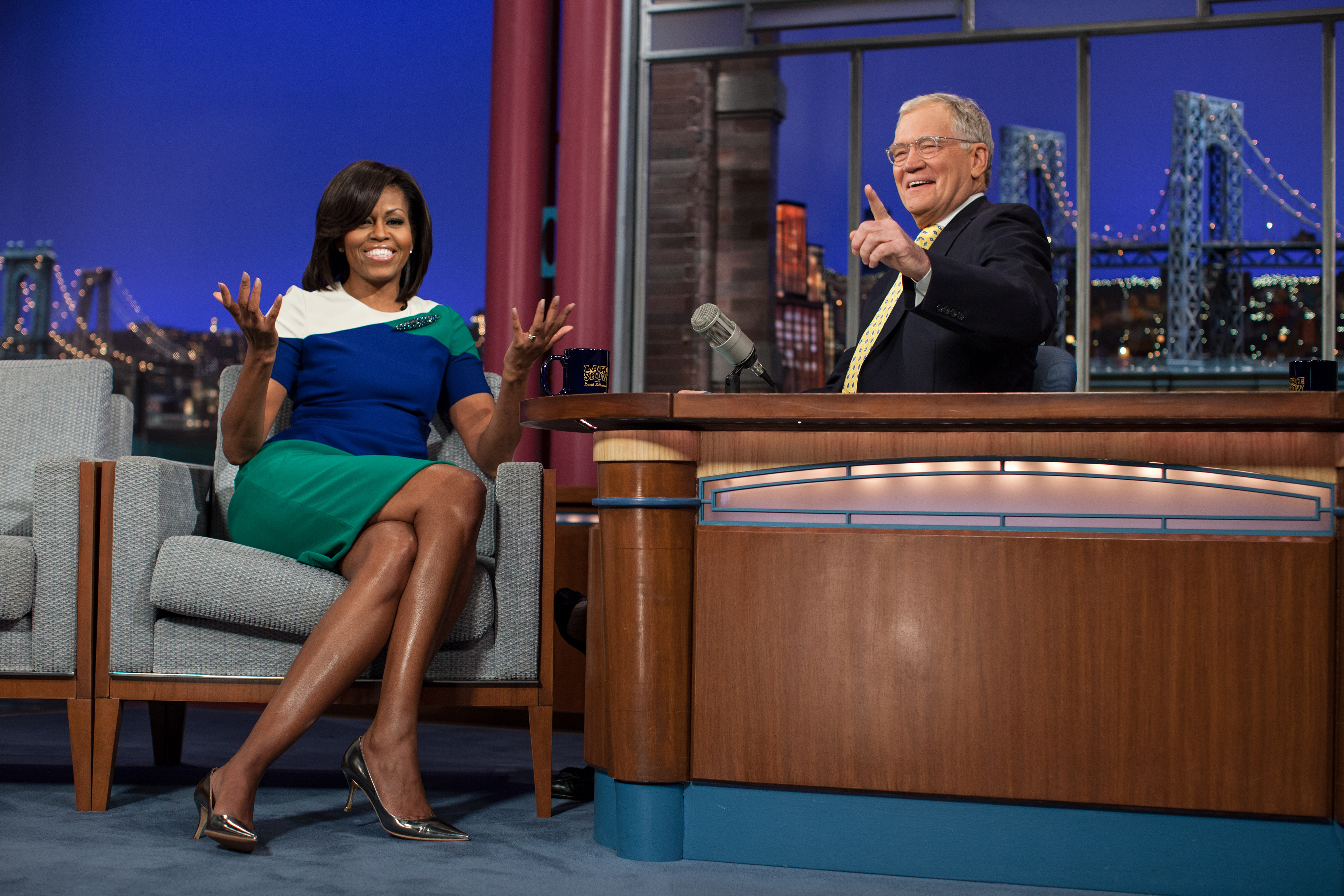
Мішель Обама на шоу Девіда Леттермана

Найкра́щий час, зазвичай прайм-тайм (від англ. prime time) — це найактивніший та найкращий час теле- та радіотрансляції за весь період доби. Період часу, коли передачі дивиться або слухає максимальне число глядачів (слухачів). На Заході також уживається термін пі́ковий час (англ. peak time).
Зазвичай в цей час реклама коштує набагато дорожче, ніж в інший час. Телеканали намагаються показувати найрейтинговіші телепередачі, найчастіше це — ток-шоу, мильні опери і теленовели. В Україні найкращий час телеперегляду  — це приблизно від 18:30 до 21:30. У вихідні дні прайм-тайм триває довше, ніж у будні (від 15:00 до 01:00).
Ранковий прайм-тайм — найрейтинговіший час ранкових програм.